# Мак-Келлар (лунный кратер)
Кратер Мак-Келлар (лат. McKellar) — крупный древний ударный кратер в южном полушарии обратной стороны Луны. Название присвоено в честь канадского астронома Эндрю Маккеллара (1910—1960) и утверждено Международным астрономическим союзом в 1970 г. Образование кратера относится к нектарскому периоду .

## Описание кратера
Ближайшими соседями кратера Мак-Келлар являются кратер Рака на западе-северо-западе; кратер Амичи на севере; кратер Крукс на северо-востоке; кратер Мохоровичич на востоке-юго-востоке; кратер Бок на юге и кратер Де Фриз на юго-западе. На юге-юго-востоке от кратера находится Озеро Забвения. Селенографические координаты центра кратера 15°43′ ю. ш. 170°52′ з. д. / 15,72° ю. ш. 170,86° з. д., диаметр 50,2 км, глубина 2,4 км.
Кратер Мак-Келлар имеет полигональную форму и значительно разрушен за длительное время своего существования. Вал сглажен, в северо-восточной части отмечен маленьким кратером. Высота вала над окружающей местностью достигает 1130 м, объем кратера составляет приблизительно 2100 км³. Дно чаши сравнительно ровное, на севере и западе от центра находятся три небольших хребта. В западной части чаши расположен приметный маленький чашеобразный кратер. На юге от кратера Мак-Келлар расположена небольшая область с высоким альбедо, что обычно интерпретируется как свежий кратер.
Кратер Мак-Келлар пересечен светлыми лучами от кратера Крукс.

## Сателлитные кратеры
| Мак-Келлар | Координаты                                              | Диаметр, км |
| ---------- | ------------------------------------------------------- | ----------- |
| B          | 13°04′ ю. ш. 169°10′ з. д. / 13,06° ю. ш. 169,17° з. д. | 16,5        |
| S          | 15°58′ ю. ш. 173°18′ з. д. / 15,97° ю. ш. 173,3° з. д.  | 21,1        |
| T          | 15°08′ ю. ш. 173°01′ з. д. / 15,14° ю. ш. 173,02° з. д. | 40,2        |
| U          | 13°46′ ю. ш. 174°46′ з. д. / 13,77° ю. ш. 174,76° з. д. | 40,0        |

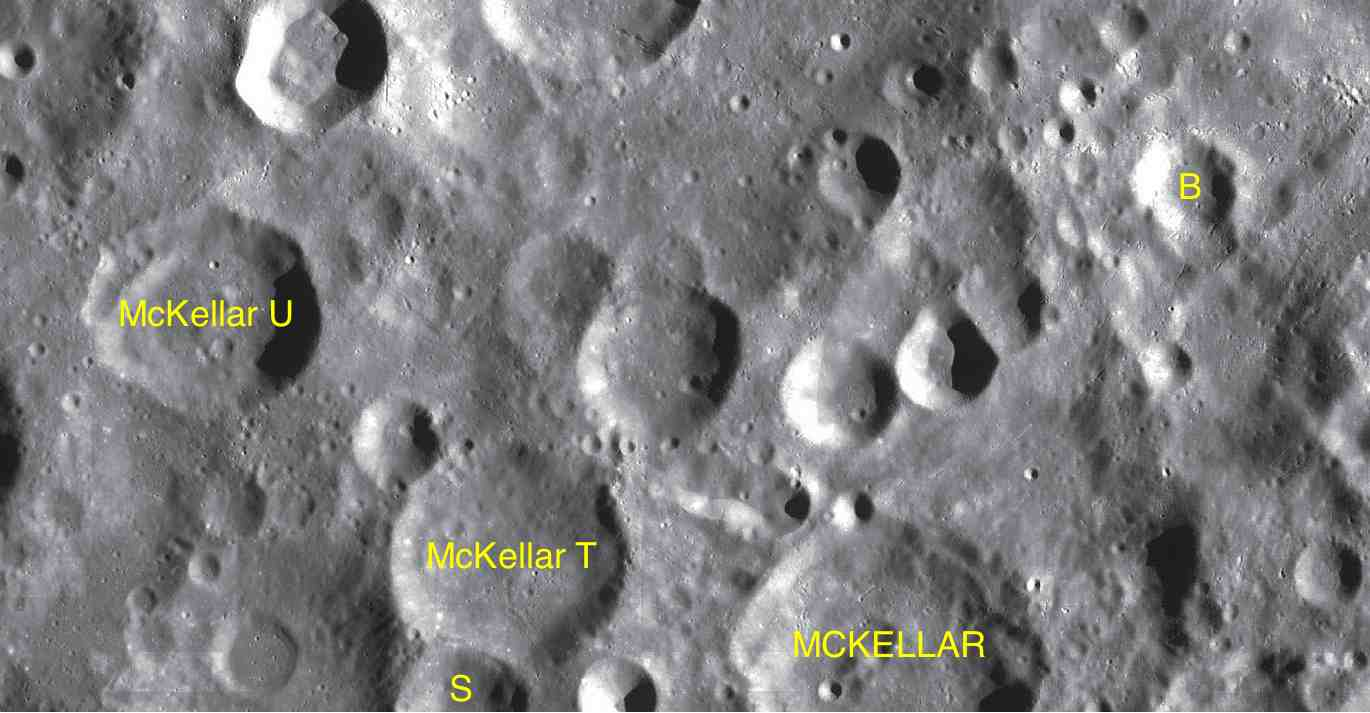
Фрагменты карт LAC-86, LAC-87.

- Образование сателлитных кратеров Мак-Келлар T и U относится к нектарскому периоду[1].

## См.также
- Список кратеров на Луне
- Лунный кратер
- Морфологический каталог кратеров Луны
- Планетная номенклатура
- Селенография
- Минералогия Луны
- Геология Луны
- Поздняя тяжёлая бомбардировка